# Frank Wooster
Frank Wooster était un pianiste et compositeur américain de musique ragtime. Né à Saint-Louis, dans le Missouri, le 27 février 1885, il est célèbre pour son ragtime, "The Black Cat Rag" (publié avec Ethyl B. Smith en 1905). Wooster décéda le 30 juin 1942, à l'âge de 57 ans. 

## Liste des compositions
1905
- Universal Rag
- The Brownie Rag [avec Max Wilkins]
- The Black Cat Rag [avec Ethyl B. Smith]
- When the Evening Bells are Ringing O'er the Sea [avec Clarence Edmunds]
- Going Back to the Farm [avec Clarence Edmunds]

1906
- Liza, Won't You Let Me Come In [avec Clarence Edmunds]
- My South Sea Island Queen [avec Clarence Edmunds]

1907
- The Blue Jay Rag